# Neptunia javanica
Neptunia javanica är en ärtväxtart som beskrevs av Friedrich Anton Wilhelm Miquel. Neptunia javanica ingår i släktet Neptunia och familjen ärtväxter. Inga underarter finns listade i Catalogue of Life.